# Frans Hogenbirk
Franciscus Hogenbirk (Groningen, 18 marzo 1918 – Haren, 13 settembre 1998) è stato un allenatore di calcio e calciatore olandese, di ruolo centrocampista.

## Carriera
Ha giocato nella squadra olandese del Be Quick 1887; squadra che ha successivamente allenato in due periodi, nel corso degli anni cinquanta.
Ha preso parte, con la Nazionale olandese, al Campionato mondiale di calcio svoltosi in Francia nel 1938.